# Religije po državama
U članku se daje pregled religija po državama.
- Svjetske religije u postotcima
- Glavne svjetske religije i njihova raspodjela
- Važnost religija u pojedinim državama (Gallupovo istraživane 2006.–2008.)

### Religije po državama 2007. (A-B)
| Država              | Krsćanstvo  | Islam         | Budizam      | Hinduizam    | Druge                                      | Bez religije                                                                          | Zabilješke | Izvori                      |
| ------------------- | ----------- | ------------- | ------------ | ------------ | ------------------------------------------ | ------------------------------------------------------------------------------------- | --- | --------------------------- |
| Afganistan          | 0,1 %       | 99 %          | 0,2 %        | 0,4 %        | 0,3 %*                                     | bez podataka                                                                          | uključujući zoroastrizam, bahá’í, sikhizam, itd.                                                                      | [ 1 ] [ 2 ]                 |
| Albanija            | 35 – 41 %   | 38,8 – 70 %   | bez podataka | bez podataka | bez podataka                               | Većina Abanaca danas ne prakticira religiju (42 – 74 %), ali samo 8 – 9 % su ateisti. | |                             |
| Alžir               |             | 99 %          | bez podataka | bez podataka | 1 %*                                       | bez podataka                                                                          | uključujući kršćane i Židove.                                                                                         | [ 11 ] [ 12 ] [ 13 ]        |
| Andora              | 90 %        | 2,8 %         | 0,5 %        | 0,7 %        | 1 % (Židovi 0,2 %)                         | 5 %                                                                                   | | [ 14 ]                      |
| Angola              | 95 %        | 0,7 %         | bez podataka | bez podataka | 4 %*                                       | 0,3 %                                                                                 | većinom afričke tradicionalne religije.                                                                               | [ 15 ]                      |
| Antigva i Barbuda   | 74 – 91,4 % | 0,3 %         | 0,05 %       | 0,25 %       | 1,5 – 2,2 %*                               | 5,8 %                                                                                 | rastafarijanstvo većinom, baha'i i Židovi.                                                                            | [ 16 ] [ 17 ]               |
| Argentina           | 79 – 94 %   | 1,5 %         | 0,1 %        | 0,01 %       | 3,2 %* (judaizam 0,8 %), (sikhizam 0,09 %) | 1,19 %                                                                                | | [ 18 ] [ 19 ] [ 20 ] [ 21 ] |
| Armenija            | 98,7 %      |               | bez podataka | bez podataka | 1,3 %*                                     | bez podataka                                                                          | uključujući Jeside, muslimane, Židove, baha'i.                                                                        | [ 22 ] [ 23 ]               |
| Australija          | 64 %        | 1,7 %         | 2,1 %        | 0,7 %        | 0,9 % (Židovi 0,4 %)                       | 19 %                                                                                  | neodređeno 11,6 % | [ 24 ] [ 25 ] [ 26 ]        |
| Austrija            | 81,4 %      | 4,2 %         | 0,13 %       | 0,05 %       | 0,22 % (Židovi 0,1 %)                      | 14* – 46,4 %                                                                          | Neodređeno 2 %, bez vjere 12 %. Izvori za kršćanstvo se temelje na broju osoba koje plaćaju dragovoljno crkveni porez | [ 27 ] [ 28 ] [ 29 ]        |
| Azerbajdžan         | 4,8 %       | 93,4 %        | bez podataka |              | 1,8 %*                                     |                                                                                       | uključujući Židove 0,2 %, baha'i, Hare Krišna i ateisti.                                                              | [ 30 ] [ 31 ] [ 32 ]        |
| Bahami              | 96,3 %      | %             | %            | %            | 0,8 %*                                     | 2,9 %                                                                                 | uključujući Židove, baha'i, rastafarijanstvo, vudu, hinduiste, budiste                                                | [ 33 ] [ 34 ]               |
| Bahrein             |             | 70,2 %        |              |              | 29,8 %                                     | bez podataka                                                                          | U bahrainskom popisu se spominju samo muslimani i ostali.                                                             | [ 35 ]                      |
| Bangladeš           | 0,3 %       | 88,3 – 89,7 % | 0,7 %        | 9,2 – 10,5 % | 0,1 %*                                     | bez podataka                                                                          | animisti, plemenska vjerovanja, sikhizam i džainizam                                                                  | [ 36 ] [ 37 ] [ 38 ]        |
| Barbados            | 67 %        | 1,5 %         | 1 %          | 1 %          | 11,5 %*                                    | 17 %                                                                                  | rastafarijanstvo, baha'i, itd.                                                                                        | [ 39 ] [ 40 ] [ 41 ]        |
| Bjelorusija         | 96 %        | 0,1 %         | %            |              | 3,9 %*                                     | bez podataka                                                                          | Židovi 1 %, Hare Krišna i baha'i.                                                                                     | [ 42 ] [ 43 ] [ 44 ]        |
| Belgija             | 40 – 60 %   | 4 %           | 0,3 %        | 0,07 %*      | 0,83 %**                                   | 42 - 43 %                                                                             | uključujući hinduiste s Hare Krišna/**, judaizam 0,53 %, sikhizam, baha’i, scijentologisti                            | [ 27 ] [ 45 ] [ 46 ] [ 47 ] |
| Belize              | 79 %        | 0,58 %        | 0,35 %       | 2,3 %        | 7,77 %*                                    | 10 %                                                                                  | većinom animisti, baha’i 2,73 %, itd.                                                                                 | [ 48 ] [ 49 ]               |
| Benin               | 42,8 %      | 24,4 %        | bez podataka | bez podataka | 26,3 %*                                    | 6,5 %                                                                                 | vudu 17,3 %, animisti                                                                                                 | [ 50 ] [ 51 ]               |
| Bocvana             | 85 %        | 0,3 %         | bez podataka | 0,2 %        | 7,9 %*                                     | 1 %                                                                                   | badimo 6 %, baha'i.                                                                                                   | [ 54 ] [ 55 ]               |
| Bolivija            | 97 %        | 0,01 %        | 0,26 %       | bez podataka | 0,73 %*                                    | 2 %                                                                                   | uključujući bahá’í, judaizam, šintoizam.                                                                              | [ 56 ]                      |
| Bosna i Hercegovina | 40%         | 50%           |              |              | 0,1 %*                                     | 9,9 %                                                                                 | judaizam, budisti, hinduisti, itd.                                                                                    | [ 57 ] [ 58 ] [ 59 ]        |
| Brazil              | 91,9 %      | 0,016 %       | 0,13 %       | 0,0016 %     | 3,25 %*                                    | 7,6 %                                                                                 | spiritualisti 1,3 %, voodoo 0,3 %, afro-brazilijanske religije 0,3 %, Židovi 0,063 %, šintoizam, sikhizam itd.        | [ 61 ] [ 62 ] [ 63 ]        |
| Brunej              | 10 %        | 64 %          | 14 %         | 1 %          | 9 %*                                       | 2 %                                                                                   | većinom tradicionalne religije, baha'i, sikhizam, Židovi, itd.                                                        | [ 64 ] [ 65 ]               |
| Bugarska            | 83,8 %      | 12,2 %        |              |              | 4 %*                                       | bez podataka                                                                          | Romi animisti većinom, Židovi, hinduizam, budizam, itd.                                                               | [ 27 ] [ 66 ] [ 67 ]        |
| Burkina Faso        | 10 – 20 %   | 50 – 60 %     | bez podataka | bez podataka | 20 – 40 %*                                 | bez podataka                                                                          | tradicionalne religije                                                                                                | [ 68 ] [ 69 ] [ 70 ]        |
| Burundi             | 67 %        | 10 %          | bez podataka | bez podataka | 23 %*                                      | bez podataka                                                                          | tradicionalne religije                                                                                                | [ 71 ] [ 72 ] [ 73 ]        |
| Butan               | %           | %             | 75 %         | 24 %         | 1 %*                                       | %                                                                                     | ima nešto kršćana i muslimana.                                                                                        | [ 74 ]                      |

### Religije po državama 2007. (C-F)
| Država             | Kršćanstvo   | Islam     | Budizam      | Hinduizam    | Druge                                       | Bez religije                                                                               | Zabilješke                                                                 | Izvori                                  |
| ------------------ | ------------ | --------- | ------------ | ------------ | ------------------------------------------- | ------------------------------------------------------------------------------------------ | -------------------------------------------------------------------------- | --------------------------------------- |
| Cipar              | 79,3 %*      | 18 %      | 1 %          | 0,1 %        | 0,3 % ( većinom Židovi)                     | 1,3 %                                                                                      | uključujući veliki broj kršćanskih sekti                                   | [ 23 ] [ 75 ] [ 76 ]                    |
| Obala Bjelokosti   | 35 – 40 %    | 35 – 40 % | 0,1 %        | 0,1 %        | 25 – 30 %*                                  | bez podataka                                                                               | većinom tradicionalne religije, baha'i.                                    | [ 77 ] [ 78 ] [ 79 ]                    |
| Crna Gora          | 77,5 – 78 %* | 18 %      | 0 %          | 0 %          | bez podataka                                | 4 – 4,5 %                                                                                  | pravoslavni 74 % i rimokatolici                                            | [ 80 ] [ 81 ]                           |
| Čad                | 34,3 %       | 53,1 %    | bez podataka | bez podataka | 7,8 %*                                      | 4,8 % (ateisti 3,1 %)                                                                      | animisti 7,3 %, drugi 0,5 %.                                               | [ 82 ] [ 83 ] [ 84 ]                    |
| Češka              | 14 – 28,9 %  | 0,1 %     | 0,5 %        | 0,003 %      | 2,6 % (uključujući Židove, scijentologiste) | 67,8 %*                                                                                    | neodređeno 8,8 %, bez religije 59 %.                                       | [ 85 ] [ 86 ]                           |
| Čile               | 87,2 %       | 0,02 %    | 0,04 %       | 0,01 %       | 4,4 %*                                      | 8,3 %                                                                                      | Židovi 0,1 %, baha'i 0,04 %, itd.                                          | [ 87 ] [ 88 ]                           |
| Danska             | 31 – 89 %    | 2 – 3,7 % | 0,1 %        | 0,1 %        | 0,2 %*                                      | 6,9 % (bez religije 5,4 %, ateisti 1,5 %)                                                  | uključujući Židovi 0,1 %, Baha'i, sikhizam, nordijska mitologija           | [ 89 ] [ 90 ] [ 91 ]                    |
| DR Kongo           | 80 – 90 %*   | 5 – 10 %  | bez podataka | bez podataka | 5 – 10 %**                                  | bez podataka                                                                               | sinkretičke sekte i animisti                                               | [ 92 ] [ 93 ] [ 94 ]                    |
| Dominika           | 90,9 %       | 0,2 %     | 0,25 %       | 0,2 %        | 2,35 %*                                     | 6,1 %                                                                                      | rastafarianstvo 1,3 %, baha'i 1 %.                                         | [ 95 ] [ 96 ]                           |
| Džibuti            | 0,8 – 5,8 %  | 94 – 99 % | bez podataka | 0,02 %       | 0,1 %*                                      | bez podataka                                                                               | većinom baha'i.                                                            | [ 97 ] [ 98 ] [ 99 ]                    |
| Egipat             | 16 - 18 %    | 83 %      | bez podataka | bez podataka | baha'i, Židovi                              | bez podataka                                                                               |                                                                            | [ 100 ] [ 101 ]                         |
| Salvador           | 96 %         | 0,03 %    | 0,03 %       | 0,03 %       | 1,3 %*                                      | 1 %                                                                                        | baha'i, Židovi, animisti, itd.                                             | [ 103 ] [ 104 ]                         |
| Ekvador            | 85 – 97,5 %  | 0,002 %   | 0,2 %        | bez podataka | 0,7 %*                                      | 1,5 %                                                                                      | animisti, baha'i, judaizam, itd.                                           | [ 105 ] [ 106 ] [ 107 ]                 |
| Ekvatorska Gvineja | 93 %         | 1 %       | bez podataka | bez podataka | 5 %*                                        | 1 %                                                                                        | većinom animisti i baha'i 1 %.                                             | [ 108 ]                                 |
| Eritreja           | 49 – 50 %    | 48 – 50 % | 0,1 %        | 0,1 %        | over 2 %*                                   | 0,1 %                                                                                      | tradicionalne religije 2 %, baha'i.                                        | [ 109 ] [ 110 ]                         |
| Estonija           | 10 – 27,8 %  | 0,4 %     | 0,4 %        | 0,01 %       | 0,3 % (Židovi 0,2 %)                        | 50 – 70 %                                                                                  | na popisu 2000., 34 % se nije izjasnilo, 32 neodređeno, i 6 % bez religije | [ 111 ] [ 112 ]                         |
| Etiopija           | 60,8 %       | 32,8 %    | bez podataka | 0,005 %      | 6,3 % (tradicionalne religije), judaizam    | bez podataka                                                                               | Neki izvori Broj kršćana i muslimana je isti oko 45 – 50 % svakih          | [ 115 ] [ 116 ]                         |
| Fidži              | 52 – 54 %    | 7 %       | 1 %          | 33 – 34 %    | 0,9 %*                                      | 3 – 5 % (ateizam 0,3 %)                                                                    | sikhizam (0,5 %) i bahai's                                                 | [ 117 ] [ 118 ] [ 119 ]                 |
| Filipini           | 92,5 – 94 %  | 5 %       | 0,1 – 2,5 %  | 0,05 %       | 0,35 %*                                     | 0,1 %                                                                                      | većinom katolici.                                                          | [ 120 ] [ 121 ]                         |
| Finska             | 40 – 80 %    | 0,2 %     | 0,1 %        | 0,01 %       | 0,19 %*                                     | 16 %                                                                                       | Židovi, baha'i, drugi                                                      | [ 122 ] [ 123 ] [ 124 ] [ 125 ]         |
| Francuska          | 54 %         | 4 %       | 0,7 – 1,2 %  | 0,1 %        | 4 %*                                        | 31 – 64 % Neke osobe se identificiraju i kao agnostici i kao članovi religioznih zajednica | Židovi preko 1 %, sikhizam manje od 1 %, scijentologisti.                  | [ 126 ] [ 127 ] [ 128 ] [ 129 ] [ 130 ] |

### Religije po državama 2007. (G-J)
| Država ili teritorij | Kršćanstvo | Islam     | Budizam                         | Hinduizam    | Druge                                                                                                 | Bez religije | Zabilješke                                                | Izvori                                 |
| -------------------- | ---------- | --------- | ------------------------------- | ------------ | --- | --- | --------------------------------------------------------- | -------------------------------------- |
| Gabon                | 55 – 73 %  | 1 – 12 %  | bez podataka                    | bez podataka | 10 %*                                                                                                 | 5 % | tradicionalne religije                                    | [ 131 ] [ 132 ]                        |
| Gambija              | 4 – 9 %    | 90 – 95 % | bez podataka                    | 0,1 %        | 0,9 %*                                                                                                | bez podataka | tradicionalne religije, baha'i                            | [ 133 ] [ 134 ] [ 135 ]                |
| Gana                 | 68,8 %     | 15,9 %    | 0,05 %                          | 0,05 %       | 9,1 %*                                                                                                | 6,1 % | animisti 8,5 %, drugi                                     | [ 136 ] [ 137 ]                        |
| Grčka                | 98 %       | 1,3 %     | 0,1 %                           | unknown      | 0,6 %                                                                                                 | bez podataka | Židovi, scijentologisti, baha'i, sikhizam, Hare Krišna    | [ 138 ] [ 139 ] [ 140 ]                |
| Grenada              | 93 %       | 0,3 %     | 0,5 %                           | 0,7 %        | 1,5 %*                                                                                                | 4 % | rastafarianstvo/spiritisti 1,3 %, baha'i 0,2 %.           | [ 141 ]                                |
| Gruzija              | 88,6 %     | 9,9 %     | 0,1 %                           | 0,01 %       | 0,69 %*                                                                                               | 0,7 % | uključujući Židove 0,22 %                                 | [ 142 ] [ 143 ] [ 144 ]                |
| Gvatemala            | 95 %       | 0,01 %    | 0,1 %                           | bez podataka | 4,9 %*                                                                                                | 1,9 % | uključujući vjerovanja Maja indijanaca, baha'i.           | [ 145 ] [ 146 ]                        |
| Gvineja              | 7 – 10 %   | 85 %      | 0,1 %                           |              | 5 – 8 %*                                                                                              | bez podataka | većinom tradicionalne religije, baha'i & hinduizam        | [ 147 ] [ 148 ] [ 149 ]                |
| Gvineja Bisau        | 5 – 13 %   | 38 – 45 % | bez podataka                    | bez podataka | 40 – 50 %*                                                                                            | bez podataka | tradicionalne religije                                    | [ 150 ] [ 151 ]                        |
| Haiti                | 83,7 %     | 0,02 %    | bez podataka                    | bez podataka | 2,18 %*                                                                                               | 1 % | vudu 50 %, baha'i.                                        | [ 153 ]                                |
| Honduras             | 86 %       | 0,1 %     | 0,1 %                           | bez podataka | 12,7 %*                                                                                               | 1,1 % | većinom tradicionalne religije, baha'i, Židovi.           | [ 154 ] [ 155 ]                        |
| Hrvatska             | 87,8 %     | 1,3 %     | 0,03 %                          | 0,01 %       | Židovi 0,85 %                                                                                         | 2 – 5,2 % |                                                           | [ 27 ] [ 156 ] [ 157 ] [ 158 ] [ 159 ] |
| Indija               | 2,3 %      | 13,4 %    | 0,8 %                           | 80,5 %       | 2,9 % (sikhizam 1,9 %, džainizam 0,4 %, baha'i 0,2 %, plemenski animisti 0,3 %, zoroastrizam, Židovi) | 0,1 % |                                                           | [ 160 ] [ 161 ] [ 162 ]                |
| Indonezija           | 9,5 %      | 87,2 %    | 1 %                             | 2,2 %        | 0,1 %*                                                                                                | bez podataka | većinom animisti                                          |                                        |
| Irak                 | 2,3 %      | 97 %      | 0 %                             | 0 %          | 0,7 %*                                                                                                | bez podataka | Uključujući Jezide, šabaci, Sabejci-Mandejci.             | [ 163 ] [ 164 ]                        |
| Iran                 | 0,2 %      | 99,4 %    | 0 %                             | 0 %          | 0,1 %*                                                                                                | 0,3 % | 25.271 zoroastrijanac, 8756 Židova, 49.101 ostali.        | [ 165 ]                                |
| Irska                | 91,7 %     | 0,76 %    | 0,19 %                          | 0,15 %       | 0,9 %*                                                                                                | 6,3 % | uključujući Židove, baha'i, sikhizam itd.                 | [ 27 ] [ 166 ] [ 167 ]                 |
| Island               | 88,97 %    | 0,13 %    | 0,26 %                          | bez podataka | 0,60 %*                                                                                               | 10,04 % | Ásatrúarfélagið, baha'i, sikhizam                         | [ 27 ] [ 168 ] [ 169 ] [ 170 ]         |
| Italija              | 70 – 90 %* | 1,4 %     | 0,2 %                           | 0,1 %        | 0,1 % Židovi, 0,1 % sikhizam preko 0,06 %, baha'i                                                     | 14 – 27 % | 87 % uglavnom katolici i 3 % Protestanti                  | [ 27 ] [ 171 ] [ 172 ]                 |
| Izrael               | 2,3 %      | 16 %      | 0,1 %                           | 0,1 %        | 78,1 %*                                                                                               | 3,4 % | judaizam 76,5 %, druzi 1,6 %.                             | [ 173 ] [ 174 ]                        |
| Jamajka              | 65,1 %     | 0,2 %     | 0,3 %                           | 0,1 %        | 1 %*                                                                                                  | 3 % | rastafarijanstvo 0,9 %; Židovi i baha'i.                  | [ 176 ] [ 177 ] [ 178 ]                |
| Japan                | 0,8 %      | 0,1 %     | 70 % (20 – 45 % prakticirajući) | 0,004 %      | 3 % (Šinto, Tenrikyo)                                                                                 | 70 – 84 % Profesor Robert Kisala procjenjuje da samo 30 % oJapanaca pripada nekoj religiji. Istraživanje Phila Zuckermana pokazuje da 64 – 65 % Japanaca ne vjeruje u Boga. |                                                           |                                        |
| Jemen                | 0,2 %      | 99 %      | 0 %                             | 0,7 %        | 0,01 %*                                                                                               | 0,019 % |                                                           | [ 179 ] [ 180 ]                        |
| Jordan               | 3 – 6 %    | 93 – 95 % | 0 %                             | 0 %          | 1 %*                                                                                                  | bez podataka | Druzi i baha'i.                                           | [ 181 ] [ 182 ] [ 183 ]                |
| Južna Koreja         | 26,3 %     | 0,07 %    | 22,8 %-40 %                     | 0,005 %      | 0,7 % korejski šamanizam, konfučijanizam, judaizam, itd.                                              | 52 %Nije sigurno da su sva domaćinstva Južne Koreje ateistička. Dosta njih drži još uvijek do tradicionalnih budističkih i konfučijskih tradicija i filozofa.               | Prema Eungi (2003.), 52 % stanovništva ne vjeruje u Boga. | [ 186 ]                                |
| JAR                  | 79,7 %     | 1,5 %     | 0,1 %                           | 1,2 %        | 3 %*                                                                                                  | 1 % | tradicionalne religije, Židovi, sikhizam, baha'i.         | [ 188 ] [ 189 ]                        |

### Religije po državama 2007. (K-M)
| Država ili teritorij | Kršćanstvo     | Islam         | Budizam      | Hinduizam    | Druge                                                  | Bez religije                                                                         | Zabilješke                                                                                            | Izvori                                  |
| -------------------- | -------------- | ------------- | ------------ | ------------ | ------------------------------------------------------ | ------------------------------------------------------------------------------------ | --- | --------------------------------------- |
| Kambodža             | 0,5 %          | 3,5 %         | 95 %         | 0,3 %        | 0,5 %*                                                 | 0,4 %                                                                                | većinom animisti, Cao Đài, bahá’í.                                                                    | [ 190 ] [ 191 ]                         |
| Kamerun              | 40 – 53 %      | 20 – 22 %     | bez podataka | bez podataka | 25 – 40 %*                                             | bez podataka                                                                         | tradicionalne religije                                                                                | [ 192 ] [ 193 ] [ 194 ]                 |
| Kanada               | 70,3 – 77,1 %  | 2 %           | 1,1 – 3,6 %  | 1 %          | 3,7 – 9,5 %*                                           | 19 – 30 %                                                                            | Židovi 1,1 %, sikhizam 1 %, scijentologisti, baha'i, aborigdžinski duhovnici                          | [ 195 ] [ 196 ] [ 197 ] [ 198 ]         |
| Katar                | 8,5 – 10,3 %   | 71 – 77,5 %   | 5 %          | 7,2 – 12,7 % | baha'i 0,2 %                                           | 0,8 %                                                                                | Vidjeti izvore jer se broj sljedbenika ne-islamskih religija razlikuje kod različitih etničkih grupa. | [ 199 ] [ 200 ] [ 201 ]                 |
| Kazahstan            | 46 %           | 47 %          | 0,58 %       | 0,02 %       | 1,4 %*                                                 | 5 %                                                                                  | većinom šamanisti, Židovi, baha'i.                                                                    | [ 202 ] [ 203 ]                         |
| Kenija               | 78 %           | 10 %          | bez podataka | 1 %          | 11 %*                                                  | nepoznato                                                                            | tradicionalne religije 10 %, baha'i 0,9 %; sikhizam, džainizam i judaizam                             | [ 204 ] [ 205 ]                         |
| NR Kina              | 4 – 5 %        | 1 – 2 %       | 18 – 20 %    | bez podataka | 20 – 30 % Narodne religije i Taoizam)                  | 40 – 60 % (nereligiozno, agnostici, ili novi vjerski pokreti; ateisti oko 14 – 15 %) | | [ 215 ] [ 216 ] [ 217 ] [ 218 ] [ 219 ] |
| Kirgistan            | 11 – 20 %      | 75 – 80 %     | 0,35 %       | bez podataka | 4,5 – 8 %*                                             | bez podataka                                                                         | većinom amanisti, baha'i 0,1 %.                                                                       | [ 220 ] [ 221 ]                         |
| Kiribati             | 97 %           | 0,1 %         | bez podataka | bez podataka | baha'i 2 %                                             | 0,9 %                                                                                | | [ 222 ]                                 |
| Kolumbija            | 93,5 %         | 0,025 %       | 0,015 %      | 0,02 %       | 4,44 %                                                 | 2 %                                                                                  | uključujući Židove 0,05 %, animisti, itd.                                                             | [ 223 ]                                 |
| Komori               | 1 – 2 %        | 98 – 99 %     | bez podataka | 0,1 %        | bez podataka                                           | bez podataka                                                                         | | [ 224 ] [ 225 ] [ 226 ]                 |
| Kostarika            | 87,3 – 92 %    | 0,1 %         | 2,34 %       | 0,06 %       | 0,8 – 2,3 %*                                           | 3,2 – 9,2 %                                                                          | uključujući judaizam, scijentologiste, tenrikyo i bahá’í.                                             | [ 227 ] [ 228 ] [ 229 ]                 |
| Kuba                 | 45 – 90 %*     | 0,0026 %      | 0,25 %       | 0,21 %       | 0,5 % (Arará, Regla de Palo, judaizam).                | 9 %                                                                                  | preko 70 % Kubanaca nominalno pripada katolicizmu                                                     | [ 230 ] [ 231 ]                         |
| Kuvajt               | 16 %           | 67,5 %        | 4 %          | 12 %         | 0,43 %*                                                | 0,07 %                                                                               | sikhizam 0,4 %, baha'i.                                                                               | [ 232 ]                                 |
| Laos                 | 1,5 %          | ?             | 65 %         | ?            | 31,5 % ( većinom animisti, također baha'i i muslimani) | 0,25 %                                                                               | Uključujući mješavinu Teravada budizma s animistima .                                                 | [ 233 ] [ 234 ] [ 235 ]                 |
| Latvija              | 70 %           | 0,017 %       | 0,004 %      | 0,006 %      | Židovi 0,014 %                                         | 20 – 29 %                                                                            | | [ 53 ] [ 237 ]                          |
| Lesoto               | 80 – 90 %      | 1 %           | 0,1 %        | 0,1 %        | 9 – 19 %*                                              | bez podataka                                                                         | većinom tradicionalne religije, baha'i.                                                               | [ 238 ] [ 239 ]                         |
| Libanon              | 39 %           | 59,7 %        | 0,1 %        | 0,1 %        | 1,1 %*                                                 | bez podataka                                                                         | uključujući Židove, baha'i, itd. (1932. u Libanonu je bilo 82 % kršćana)                              | [ 240 ] [ 241 ]                         |
| Liberija             | 40 %           | 20 %          | 0,1 %        | 0,1 %        | 39,7 %                                                 | 0,1 %                                                                                | većinom tradicionalne religije (preko 39 %), mali broj baha'i i sikha                                 | [ 242 ] [ 243 ]                         |
| Libija               | 2,4 %          | 97 %          | 0,3 %        | 0,1 %        | bez podataka                                           | 0,2 %                                                                                | | [ 244 ] [ 245 ] [ 246 ]                 |
| Lihtenštajn          | 83,2 %         | 4,8 %         | 0,25 %       | bez podataka | 1 %*                                                   | 10,75 %                                                                              | Židovi 0,1 %; baha'i; bez službene religije                                                           | [ 247 ] [ 248 ]                         |
| Litva                | 44 – 85 %      | 0,08 %        | 0,01 %       | 0,01 %       | 5,4 %*                                                 | 9,5 %                                                                                | "netradicionalne" religije; 0,1 % Židovi.                                                             | [ 27 ] [ 249 ] [ 250 ]                  |
| Luksemburg           | 39 – 92 %      | 2 %           | 0,5 %        | 0,1 %        | 0,4 %*                                                 | 22 – 28 %                                                                            | Židovi 0,2 %, baha'i.                                                                                 | [ 27 ] [ 251 ] [ 252 ]                  |
| Madagaskar           | 41 – 45 %      | 7 %           | 0,1 %        | 0,1 %        | 47 – 51,4 %*                                           | 0,4 %                                                                                | preko 45 – 50 % su tradicionalne religije; baha'i 0,1 %                                               | [ 253 ] [ 254 ] [ 255 ] [ 256 ]         |
| Mađarska             | 74,4 %         | 0,03 %        | 0,05 %       | 0,02 %       | 0,8 %*                                                 | 24,7 %                                                                               | Židovi 0,12 %, itd.                                                                                   |                                         |
| Sjeverna Makedonija  | 65,1 – 69 %    | 29 – 33,3 %   | bez podataka | bez podataka | 1 – 1,5 %                                              | bez podataka                                                                         | | [ 257 ] [ 258 ] [ 259 ]                 |
| Malavi               | 79,9 %         | 12,8 %        | bez podataka | 0,2 %        | 2,8 %*                                                 | 4,3 %                                                                                | većinom animisti 2,5 %, baha'i 0,2 %, Rastafarijanstvo &Židovi.                                       | [ 260 ] [ 261 ] [ 262 ]                 |
| Malezija             | 9,1 %          | 55 – 60,4 %   | 19,2 – 22 %  | 6,3 %        | 1,3 %*                                                 | 0,8 %                                                                                | uključujući animiste, sikhizam i baha'i.                                                              | [ 263 ] [ 264 ] [ 265 ]                 |
| Mali                 | 1 – 5 %        | 90 %          | 0 %          | 0 %          | 5 – 9 %                                                | bez podataka                                                                         | | [ 266 ] [ 267 ] [ 268 ]                 |
| Malta                | 55 – 97 %*     | 0,8 %         | 0,1 %        | bez podataka | 0,1 %**                                                | 2 %                                                                                  | rimokatolici 95 %/**: uključujući Židove, baha'i, itd.                                                | [ 27 ] [ 269 ]                          |
| Maroko               | 0,1 – 1,1 %    | 98,7 – 99,6 % | 0,01 %       | bez podataka | 0,09 – 0,2 %*                                          | bez podataka                                                                         | većinom Židovi, Baha'i.                                                                               | [ 271 ] [ 272 ]                         |
| Maršalovi Otoci      | 97,5 %         | 0 %           |              | 0 %          | 1 %*                                                   | 1,5 %                                                                                | većinom baha'i i mali broj budista                                                                    | [ 273 ] [ 274 ]                         |
| Mauricijus           | 32,2 %         | 16,6 %        | 2,5 %        | 50 %         | bez podataka                                           | 0,7 %                                                                                | | [ 275 ] [ 276 ] [ 277 ]                 |
| Mauretanija          |                | 99,9 %        | 0 %          | 0 %          | 0,1 %*                                                 | 0 %                                                                                  | većinom kršćani, Židovi.                                                                              | [ 278 ]                                 |
| Meksiko              | 82,8 – 95,15 % | 0,26 %        | 0,1 %        | bez podataka | 0,1 %*                                                 | 4,38 – 16,9 %                                                                        | Židovi 0,05 %; baha'i.                                                                                | [ 279 ] [ 280 ] [ 281 ]                 |
| Mjanmar              | 4 – 6 %        | 4 %           | 89 – 90 %    | 0,5 %        | 0,5 – 1,5 %*                                           | bez podataka                                                                         | uključujući plemenske animiste, baha'i, judaizam.                                                     | [ 282 ] [ 283 ]                         |
|                      | 98,3 %         | 0,07 %        | 0,02 %       | 0,01 %       | Židovi 1,5 %                                           | 0,1 %                                                                                | | [ 284 ] [ 285 ] [ 286 ]                 |
| Monako               | 20,5 – 90 %    |               |              |              | 10 %*                                                  | bez podataka                                                                         | uključujući većinom protestante, judaizam 3 %, muslimani, grko-pravoslavni, itd.                      | [ 287 ] [ 288 ]                         |
| Mongolija            | 2,1 %          | 3,0 %         | 53 %         |              | 3,3 %*                                                 | 38,6 %                                                                               | ukupno 2,9 % se vode kao šamanisti, ovdje se računaju u kategoriji "drugi"                            | [ 289 ]                                 |
| Mozambik             | 41,3 %         | 17,8 – 20 %   | 0 %          | 0,2 %        | 17,5 %*                                                | 5 %                                                                                  | Uključujući African animisti većinom,Židovi & Baha'i.                                                 | [ 291 ] [ 292 ] [ 293 ]                 |

### Religije po državama 2007. (N-S)
| Država ili teritorij      | Kršćanstvo    | Islam           | Budizam                 | Hinduizam    | Druge                                                                        | Bez religije | Zabilješke | Izvori                         |
| ------------------------- | ------------- | --------------- | ----------------------- | ------------ | ---------------------------------------------------------------------------- | --- | --- | ------------------------------ |
| Namibija                  | 90 %          | 0,9 %           | 0,1 %                   | bez podataka | 4 %*                                                                         | nepoznato | tradicionalne religije 3 %, Židovi, baha'i.                                                                                     | [ 294 ] [ 295 ]                |
| Nauru                     | 67 %          | bez podataka    | 3 %                     | bez podataka | 10 %*                                                                        | 20 % | Država s najvišim postotkom baha'i u svijetu (preko 9 %).                                                                       | [ 296 ]                        |
| Nepal                     | 0,45 %        | 4 – 4,2 %       | 10,7 – 11 %             | 80,6 – 81 %  | 3,6 – 4 %*                                                                   | bez podataka | Kirati | [ 297 ] [ 298 ] [ 299 ]        |
| Niger                     | 5 %*          | 95 %            | 0 %                     | 0 %          | baha'i                                                                       | bez podataka | mješavina kršćanstva i animizma                                                                                                 | [ 300 ] [ 301 ] [ 302 ]        |
| Nigerija                  | 40 %          | 50 %            | bez podataka            | bez podataka | afrički animisti 10 %                                                        | bez podataka | broj kršćana i muslimana je otprilike isti                                                                                      | [ 303 ] [ 304 ]                |
| Nikaragva                 | 90 %          | 0,02 – 0,03 %   | 0,1 %                   | bez podataka | 1,6 %*                                                                       | 2 % | animisti, baha'i. | [ 306 ]                        |
| Nizozemska                | 29 – 45 %     | 5,5 – 5,8 %     | 0,1 – 1 %               | 0,6 %        | 0,4 – 0,8 %*                                                                 | 53 – 65 % | Židovi 0,3 % | [ 27 ] [ 308 ] [ 309 ]         |
| Norveška                  | 30 – 89,9 %   | 1,8 %           | 0,5 %                   | 0,5 %        | 0,6 %*                                                                       | 6,7 % | Židovi, sikhizam, baha'i. | [ 27 ] [ 310 ] [ 311 ] [ 312 ] |
| Novi Zeland               | 55,9 %        | 1,0 %           | 1,4 %                   | 1,7 %        | 5,4 %                                                                        | 34,6 % | |                                |
| Njemačka                  | 67 %          | 3,9 %           | 0,3 – 1 %               | 0,12 %       | 1,4 % (Židovi 0,25 %), (sikhizam 0,03 %)                                     | 25 %-55 % | | [ 27 ] [ 314 ]                 |
| Oman                      | 2,54 – 4,9 %  | 87,4 – 92,66 %  | 0,8 – 1,2 %             | 3 – 5,7 %    | 0,3 – 1,1 %*                                                                 | 0,1 – 0,3 % | sikhizam, baha'i. | [ 316 ] [ 317 ]                |
| Pakistan                  | 1,5 %         | 96 – 97 %       | 0,1 %                   | 1,2 – 2 %    | 0,1 – 0,3 %*                                                                 | 0,1 – 0,3 % | [ 318 ] [ 319 ] [ 320 ] [ 321 ]                                                                                                 |                                |
| Palau                     | 71,7 %        | 0,1 %           | 3 %                     | bez podataka | 8,8 %*                                                                       | 16,4 % | Modekngei (domoroci u Palauu)                                                                                                   | [ 322 ] [ 323 ]                |
| Panama                    | 88 – 95 %     | 0,3 – 3,5 %     | 0,4 – 2,1 %             | 0,3 %        | 2 – 4 %*                                                                     | 2 % | | [ 324 ]                        |
| Papua Nova Gvineja        | 66 – 96 %*    | 0,035 %         | 0,3 %                   | bez podataka | animisti 33 %, baha'i 0,3 %.                                                 | | Veliki broj stanovništva je kršćanstvo izmješao s tradicionalim religijama i prakticiranjima                                    | [ 325 ] [ 326 ]                |
| Paragvaj                  | 92 – 96,9 %   | 0,008 %         | 0,5 %                   | bez podataka | 1 %*                                                                         | 1,5 – 5 % | animisti 0,5 %, baha'i 0,2 %, Židovi 0,1 %, nove religije                                                                       | [ 327 ] [ 328 ] [ 329 ]        |
| Peru                      | 83,1 %        | 0,003 %         | 0,31 %                  | nepoznato    | 0,11 %*                                                                      | 2d% | baha'i 0,09 %, Židovi 0,02 %, animisti                                                                                          | [ 331 ]                        |
| Poljska                   | 75 – 96,7 %*  | 0,01 – 0,07 %   | 0,1 %                   | bez podataka | 0,13 % (Židovi 0,1 %)                                                        | 3 % | rimokatolici 96 %. | [ 27 ] [ 332 ] [ 333 ]         |
| Portugal                  | 86,7 – 95,5 % | 0,33 %          | 0,03 %                  | 0,07 %       | 0,02 %*                                                                      | 3,9 – 12,85 % | većinom katolici. | [ 27 ] [ 334 ] [ 335 ]         |
| Ruanda                    | 93,6 %        | 4,6 %           | 0 %                     | 0 %          | animisti 0,1 %                                                               | 1,7 % | | [ 336 ] [ 337 ]                |
| Rumunjska                 | 99 %          | 0,2 %           | 0,01 %                  | 0,01 %       | 0,1 %*                                                                       | 0,1 % | uglavnom Židovi i mali broj baha'i.                                                                                             | [ 338 ] [ 339 ] [ 340 ]        |
| Rusija                    | 18,5 – 78 %   | 10 – 14 %       | 1,1 – 1,45 %            | 0,45 %       | Židovi 0,5 %; šamanisti 1 %; baha'i, nove religije 0,5 %.                    | 16 – 48 %* | U Rusiji postoji velika populacija nevjernija i onih koji ne prakticiraju religije                                              | [ 342 ] [ 343 ]                |
| Samoa                     | 98 %          | 0,1 %           | 0,1 %                   | 0,1 %        | 1,6 %*                                                                       | 0,1 % | baha'i 1,5 %, Židovi. | [ 344 ] [ 345 ]                |
| San Marino                | 99 %          | 0,1 %           | %                       | %            | 0,4 %*                                                                       | 0,5 % | baha'i, Židovi. | [ 346 ]                        |
| Saudijska Arabija         | 4,5 % (est.)  | 97 % (overall)* | 1,5 % (est.)            | 4,5 % (est.) | unknown (Sikhizam, Baha'i, Židovi).                                          | bez podataka | Sve ne-islamske religije su zabranjene. Broj ne-islamskih religija temelji se na nacionalnostima koje žive u Saudijskoj Arabiji | [ 347 ] [ 354 ] [ 355 ]        |
| Sejšeli                   | 93,2 %        | 1,1 %           | 1 %                     | 2,1 %        | 0,5 %*                                                                       | 2,1 % | većinom baha'i. | [ 356 ] [ 357 ]                |
| Senegal                   | 4 – 5 %       | 94 – 95 %       | 0,01 %                  | bez podataka | 1 -2 %*                                                                      | bez podataka | animisti. | [ 358 ] [ 359 ] [ 360 ]        |
| Sijera Leone              | 20 – 30 %     | 60 %            | bez podataka            | 0,1 %        | 5 – 10 %*                                                                    | bez podataka | većinom animisti, vaha'is | [ 361 ] [ 362 ] [ 363 ]        |
| Singapur                  | 14,6 %        | 14,9 %          | 60 %                    | 4 %          | 1 %*                                                                         | 13 % | uključujući sikhizam, judaizam, zoroastrizam i džainizam                                                                        | [ 364 ] [ 365 ]                |
| Sirija                    | 10 %          | 90 %*           | 0 %                     | 0 %          | Židovi & Jazidi                                                              | bez podataka | muslimani suniti 74 %, alawiti 12 %, druzi 3 % i drugi                                                                          | [ 366 ] [ 367 ] [ 368 ]        |
| SAD                       | 78 %          | 1 %             | 2 % (0,7 % registered)  | 0,4 %        | Židovi 2,5 % (1 % registriranih, poistovjećenih s kulturom 1,5 %); rugi 1 %* | 15,1 % | U druge su uključeni: baha'i, sikhizam, animisti, ove religije itd.                                                             |                                |
| Sjeverna Koreja           | 0,1 %         | 0 %             | 64,5 % (2 % registered) | 0 %          | 30 % (Konfučionizam, šamanizam, Chongdogyo)                                  | 10–15 % (Istraživanje Phila Zuckermana iz 2005.otkriva da se samo 15 % Sjevernokorejaca može smatrati ateistima ali upozorava o nerealnosti | Preko 90 % cjelokupne populacije vjeruje u Juche.                                                                               | [ 369 ]                        |
| Slovačka                  | 56 – 83,8 %   | 0,1 %           | 0,1 %                   | 0,1 %        | 0,1 %*                                                                       | 15,8 % | većinom Židovi, baha'i i sikhizam                                                                                               | [ 27 ] [ 370 ] [ 371 ]         |
| Slovenija                 | 50 – 65 %     | 2,4 %           | 0,06 %                  | 0,01 %       | 0,03 %*                                                                      | 25 – 35 % | Židovi, drugi | [ 27 ] [ 372 ] [ 373 ]         |
| Solomonski Otoci          | 97,1 %        | 0,07 %          | 0,03 %                  | bez podataka | 2,3 %*                                                                       | 0,5 % | većinom baha'i. | [ 374 ] [ 375 ]                |
| Srbija                    | 83 – 91,6 %   | 3,2 – 5 %       | 0,01 %                  | bez podataka | 0,09 %*                                                                      | 5 % | Židovi >0,02 %. | [ 377 ] [ 378 ]                |
| Srednjoafrička Republika  | 50 – 80 %     | 10 – 15 %       | bez podataka            | bez podataka | 10 – 35 %*                                                                   | bez podataka | tradicionalne religije | [ 379 ] [ 380 ] [ 381 ]        |
| Surinam                   | 50 – 57,4 %   | 7,2 – 10 %      | 0,7 %                   | 28,3 – 35 %  | 2,4 %*                                                                       | 4 % | rastafarijanstvo, baha'i. | [ 382 ] [ 383 ] [ 384 ]        |
| Esvatini                  | 85 – 95 %     | 1 – 10 %        | 0 %                     | 0,2 %        | 2,8 %*                                                                       | 1 % | baha'i, Židovi. | [ 385 ] [ 386 ]                |
| Sveta Lucija              | 90,8 %        | 0,1 %           | bez podataka            | 0,2 %        | 2,9 %*                                                                       | 6 % | rastafarijanstvo 2,1 %. | [ 387 ]                        |
| Sveti Kristofor i Nevis   | 98 %          | bez podataka    | bez podataka            | bez podataka | 1 %*                                                                         | 1 % | baha'i, rastafarijanstvo. | [ 388 ]                        |
| Sveti Vincent i Grenadini | 88,9 %        | 1,5 %           | bez podataka            | 3,3 %        | 0,3 %*                                                                       | 6 % | rastafarijanstvo, baha'i. | [ 388 ] [ 389 ]                |
| Sveti Toma i Princip      | 77,5 – 95 %   | 3 %             | 0 %                     | 0 %          | 0,1 %                                                                        | 2 – 19,4 % | | [ 390 ] [ 391 ]                |

### Religije po državama 2007. (Š-Z)
| Država ili teritorij       | Kršćanstvo              | Islam        | Budizam                   | Hinduizam     | Druge                                                                        | Bez religije                              | Zabilješke | Izvori                          |
| -------------------------- | ----------------------- | ------------ | ------------------------- | ------------- | ---------------------------------------------------------------------------- | ----------------------------------------- | --- | ------------------------------- |
| Španjolska                 | 60 – 76 %               | 2,3 %        | 0,025 %                   | 0,025 %       | 5 %*                                                                         | 19–41 %                                   | judaizam 0,12 %, baha'i, sikhizam itd. Oko 76 % Španjolaca izjašnjavaju se kao katolici, 5 % druge religije, i oko 19 % bez religije.                                                                     | [ 27 ] [ 393 ] [ 394 ]          |
| Šri Lanka                  | 8 %                     | 7 %          | 70 %                      | 15 %          | bez podataka                                                                 | bez podataka                              | | [ 395 ] [ 396 ]                 |
| Švedska                    | 60 – 70 %               | 3 %          | 0,2 %                     | 0,08 – 0,12 % | 0,3 %                                                                        | 30 – 33 %                                 | Krajem 2008., 72,9 % Šveđana je pripadalo Švedskoj crkvi (Luterani), a ovaj broj se smanjuje svake godine za oko 1 % zadnja dva desetljeća. Broj osoba koje redovno sudjeluju u bogoslužju je veoma mali. | [ 27 ] [ 399 ] [ 400 ]          |
| Švicarska                  | 43 – 79,3 %             | 4,3 %        | 0,29 %                    | 0,38 %        | 0,33 %*                                                                      | 15,4 % (neodređeno 4,3 %, ateisti 11,1 %) | Židovi, baha'i, sikhizam itd. | [ 27 ] [ 401 ] [ 402 ]          |
| Tadžikistan                | 2,5 %                   | 90 – 97 %    | 0,1 %                     | nepoznato     | 0,3 %*                                                                       | 0,1 %                                     | zoroastrizam, šamanisti, Hare Krišna, baha'i, Židovi. | [ 403 ] [ 404 ] [ 405 ]         |
| Tajland                    | 0,7 %                   | 4 %          | 95 %                      | 0,0045 %      | 0,1 %*                                                                       | bez podataka                              | uključujući animiste, Židove, sikhizam, itd. | [ 406 ] [ 407 ]                 |
| Tajvan                     | 4,5 %                   | 0,3 %        | 93 %* (35 % registrranih) | bez podataka  | 2,2 %                                                                        | bez podataka                              | većinom se slavi Mahayana budizam s kineskim religijama | [ 408 ] [ 409 ]                 |
| Tanzanija                  | 30 – 40 %               | 30 – 40 %    | 0,1 %                     | 0,9 %         | 18,5 – 38,5 % *                                                              | 0,5 %                                     | tradicionalne religije 18 – 38 %, baha'i 0,4 %, sikhizam, zoroastratizam. | [ 410 ] [ 411 ] [ 412 ] [ 413 ] |
| Istočni Timor              | 98 %*                   | 0,9 %        | 0,1 %                     | 0,3 %         | 0,7 %                                                                        | bez podataka                              | rimokatolici i animisti 97 %. | [ 414 ] [ 415 ] [ 416 ]         |
| Togo                       | 29 – 47,1 %             | 13,7 – 20 %  | 0 %                       | 0 %           | 33 – 51 %*                                                                   | 5 – 6,1 %                                 | tradicionalne religije | [ 417 ] [ 418 ] [ 419 ]         |
| Tonga                      | 83 %                    |              |                           |               | 14 %*                                                                        |                                           | uključujući kršćane, baha'i >6 %, muslimani, hinduisti i ateisti | [ 420 ]                         |
| Trinidad i Tobago          | 57,6 %                  | 5,8 %        | 0,7 %                     | 22,5 %        | 10,1 %*                                                                      | 3,3 % (ateisti 1,9 %)                     | spiritualni baptisti 1,4 %, Orisha 0,1 %, druge afro-američke religije, baha'i, rastafarijanstvo i Židovi.                                                                                                | [ 421 ] [ 422 ] [ 423 ] [ 424 ] |
| Tunis                      | 1 %                     | 98 %         | bez podataka              | bez podataka  | 1 %*                                                                         | bez podataka                              | Židovi, baha'i, ateisti | [ 425 ] [ 426 ]                 |
| Turkmenistan               | 9 % istočno pravoslavni | 89 %         | %                         | %             | 0,3 %*                                                                       | 1,7 %                                     | baha'i, budisti s Hare Krišna, drugi kršćani | [ 427 ] [ 428 ]                 |
| Turska                     | 0,16 %                  | 99 – 99,8 %  | bez podataka              | bez podataka  | 0,06 %* (0,04 % Židovi, 0,02 % baha'i)                                       | bez podataka                              | Judaizam je po brojnosti druga ne-muslimanska zajednica poslije kršćana, i broji oko 26.000 članova ali ne-muslimanska populacija se smanjuje početkom 2000-ih.                                           | [ 430 ] [ 431 ] [ 432 ] [ 433 ] |
| Tuvalu                     | 97 %                    | bez podataka | bez podataka              | bez podataka  | 3 %*                                                                         | bez podataka                              | baha'i | [ 434 ]                         |
| Uganda                     | 83,9 – 85 %             | 12,1 %       | bez podataka              | 0,8 %         | 1,2 – 2,3 %*                                                                 | 0,9 %                                     | baha'i, Židovi i sikhizam. | [ 436 ] [ 437 ]                 |
| Ujedinjeni Arapski Emirati | 8,5 %                   | 61,75 %      | 4,25 %                    | 21,25 %       | 4,25 %*                                                                      | bez podataka                              | zoroastrizam, bahá’í, i sikhizam. | [ 438 ] [ 439 ]                 |
| Ujedinjeno Kraljevstvo     | 71,6 %                  | 2,7 %        | 1,2 %                     | 1 %           | 8 %*                                                                         | 15,5 – 52 %                               | sikhizam 0,6 %, Židovi 0,5 %, Pogani (Wicca). | [ 27 ] [ 441 ] [ 442 ]          |
| Ukrajina                   | 35 – 96,1 %*            | 0,5 %        | 0,1 %                     | 0,1 %         | 2,5 % (Židovi 0,6 %)                                                         | nepoznato                                 | uključujući veliki broj kršćanskih sekti | [ 443 ] [ 443 ] [ 444 ]         |
| Urugvaj                    | 70 – 83 %               | 0,01 %       | 0,1 %                     | 0,01 %        | 0,88 %*                                                                      | 17 %                                      | Židovi 0,75 %, baha'i. | [ 445 ] [ 446 ]                 |
| Uzbekistan                 | 7 – 11 %                | 80 – 88 %    | 0,2 %                     | 0,01 %        | 0,09 %*                                                                      | 0,7 – 1,7 %                               | Židovi 0,065 %, zoroastrizam, baha'i. | [ 447 ] [ 448 ]                 |
| Vanuatu                    | 83 %                    | 0,1 %        | 0,1 %                     | 0,1 %         | 14,4 %*                                                                      | 2,3 %                                     | animisti 5,6 % (uključujući Jon Frum kult), baha'i. | [ 449 ] [ 450 ]                 |
| Vatikan                    | 100 %                   | 0 %          | 0 %                       | 0 %           | 0 %                                                                          | 0 %                                       | Vatikan je "vlada" Katoličke crkve | [ 451 ] [ 452 ]                 |
| Venezuela                  | 98 %                    | 0,4 %        | 0,2 %                     | bez podataka  | 0,9 %*                                                                       | 0,5 %                                     | uključujući animiste, baha'i i Židove | [ 453 ] [ 454 ]                 |
| Vijetnam                   | 8 %                     | 0,08 %       | 85 % (16 % registriranih) | 0,06 %        | 5,66 % (Cao Đài 3 %, plemenske religije 2,5 %, baha'i 0,1 %, nove religije). | 1,2 %                                     | uključujući različite vijetnamsko-budističke sekte poput Hoà Hảo, Tứ Ân Hiếu Nghĩa, itd. | [ 455 ] [ 456 ] [ 457 ] [ 458 ] |
| Zambija                    | 87 %                    | 0,7 %        | 0 %                       | 0,3 %         | 7 %*                                                                         | 5 %                                       | animisti, baha'i. | [ 459 ]                         |
| Zelenortska Republika      | 95 %                    | 3 %          | bez podataka              | bez podataka  | 1 %*                                                                         | 1 %                                       | tradicionalne religije | [ 460 ]                         |
| Zimbabve                   | 70 – 80 %               | 1 %          | 0,1 %                     | 0,1 %         | 17,7 – 27,7 %*                                                               | 1,1 %                                     | većinom animisti, baha'i 0,3 %, Židovi 0,1 %. | [ 461 ] [ 462 ]                 |

## Poveznice
- Religije u Europi
- Religije Azije
- Religije Afrike
- Katolička Crkva po državama

## Vanjske poveznice
Sestrinski projekti
|  | Zajednički poslužitelj ima još gradiva o temi Religije po državama |